# Wolfgang Hünnekens

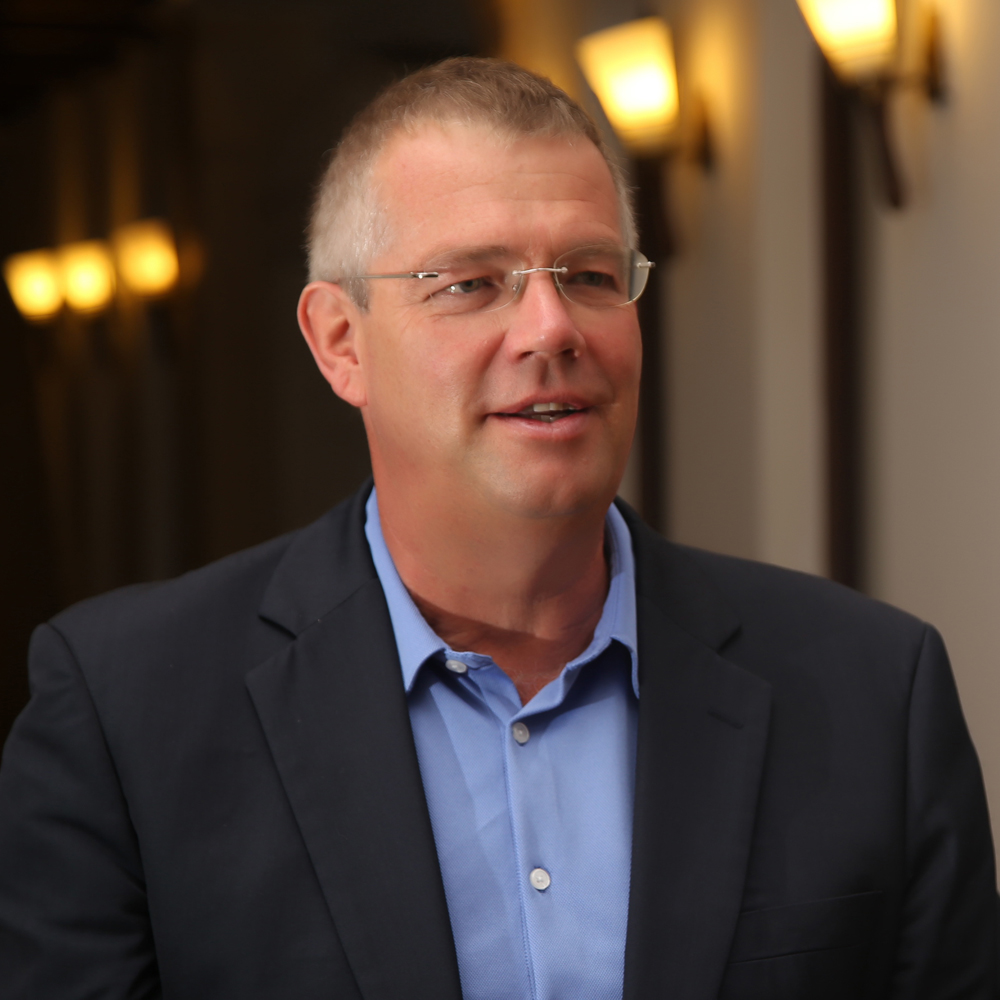
Wolfgang Hünnekens (2018)

Wolfgang Hünnekens (* 4. April 1958 in Düsseldorf) ist Honorarprofessor für Digitale Kommunikation an der Universität der Künste zu Berlin (UdK) sowie Fachbuchautor in den Themenfeldern Soziale Medien, Digitale Transformation und „Anders Arbeiten“.

## Berufliches
Hünnekens war 1999 als einer der ersten deutschen Internet-Pioniere in diesem Segment Initiator und Gründer des Institute of Electronic Business (IEB), des ersten An-Instituts der Universität der Künste Berlin (UdK). Das IEB finanziert dort den Studiengang Electronic Business und Hünnekens war von der Gründung bis 2003 der erste Vorstandsvorsitzende des IEB. Außerdem ist er Mitgründer des Forschungszentrums für Digitale Kommunikation an der UdK.
An der Universität der Künste Berlin ist er seit dem März 2002 Gastprofessor für Digitale Kommunikation im Studiengang „Leadership für digitale Kommunikation“ der von der UdK in Zusammenarbeit mit der Universität St. Gallen angeboten wird. 2012 wurde er an der UdK zum Honorarprofessor für Digitale Kommunikation bestellt. Er war bis 2017 stellvertretender Vorsitzender des Freundeskreises der Universität der Künste e.V. – Karl Hofer Gesellschaft.
Von 2004 bis 2012 war Hünnekens Vorsitzender des Berliner IHK Ausschusses „Creative Industries“ (ehem. „Kommunikation und Medien“). Ferner war er ab Mai 2008 auf Einladung der Berliner Senatsverwaltung für Wirtschaft, Energie und Betriebe Mitglied des Berliner Lenkungskreises für das Cluster „IKT, Medien und Kreativwirtschaft“.
Hünnekens ist Gründer und Vorstandsmitglied der Förderorganisation „Freunde des WZB“, der „Wissenschaftszentrum Berlin für Sozialforschung gGmbH“ und zurzeit deren Schatzmeister.
Er war Mitglied des Beirats der Berliner Sparkasse bis 2018.
Von Februar 2013 bis Ende 2015 war er Gründer und geschäftsführender Gesellschafter von iDeers Consulting (heute: VORN Strategy Consulting GmbH).
Seit 2015 ist er Gründer und geschäftsführender Gesellschafter der Unternehmensberatung „von Neuem“, die sich auf Digitale Transformation spezialisiert hat.
Wolfgang Hünnekens ist seit 2022 Vorstand von DUCAH, der Digital Urban Center for Aging & Health eG in Berlin. Die Genossenschaft steht für einen neuartigen Zuschnitt zwischen Digitalisierung, Urbanisierung und Gesundheit. Die DUCAH eG ist ein auf den Menschen zentriertes Forschungscenter in der Pflege-, Gesundheits- und Sozialwirtschaft sowie ein Lernort im Gesundheitswesen. Zu den Gründungsmitgliedern zählen etwa so unterschiedliche Unternehmen und Organisationen wie die Diakonie, die Stephanus-Stiftung, die Evangelische Bank, die R+V-Versicherung oder die Berliner Volksbank. Zum wissenschaftlichen Netzwerk der Genossenschaft gehören unter anderem die Charité, die Freie Universität, die Humboldt-Universität, die Universität der Künste, die TU Berlin sowie das WZB und die University of California, Berkeley.

## Persönliches
Hünnekens ist verheiratet, hat zwei Kinder und lebt in Berlin und Brandenburg.

## Veröffentlichungen (Auswahl)
- Anders Arbeiten: Machen ist wie wollen, nur krasser
- Die Ich-Sender: Das Social Media-Prinzip – Twitter, Facebook & Communitys erfolgreich einsetzen
- Gastbeitrag im DPRG-Online-Magazin Streusandbuechse: „Mut zur Marke“
- Gastbeitrag bei Lead digital: „Wie Social Collaboration die E-Mail abschafft“
- Übersicht der Beiträge von Wolfgang Hünnekens in The Huffington Post
- Artikel über die Zukunft des Radios auf Radioszene.de